# Great Sugar Loaf
Pour les articles homonymes, voir Sugarloaf.
Le Great Sugar Loaf (en irlandais : Ó Cualann ou Beannach Mhór) est un sommet des montagnes de Wicklow culminant à 501 mètres d'altitude, en Irlande, au sud-ouest de Bray et au nord de la réserve naturelle du Glen of the Downs. Le Little Sugar Loaf se trouve à l'est-nord-est, sur l'autre côté de la route N11 reliant Wicklow à Dublin. En raison de son isolement et de ses versants pentus résultant de l'érosion des roches alentour, le sommet paraît plus élevé qu'il ne l'est ; il est classé en tant que marilyn. Composé de quartzite formée au Cambrien, il contraste avec les sommets de granite du Dévonien à l'ouest.

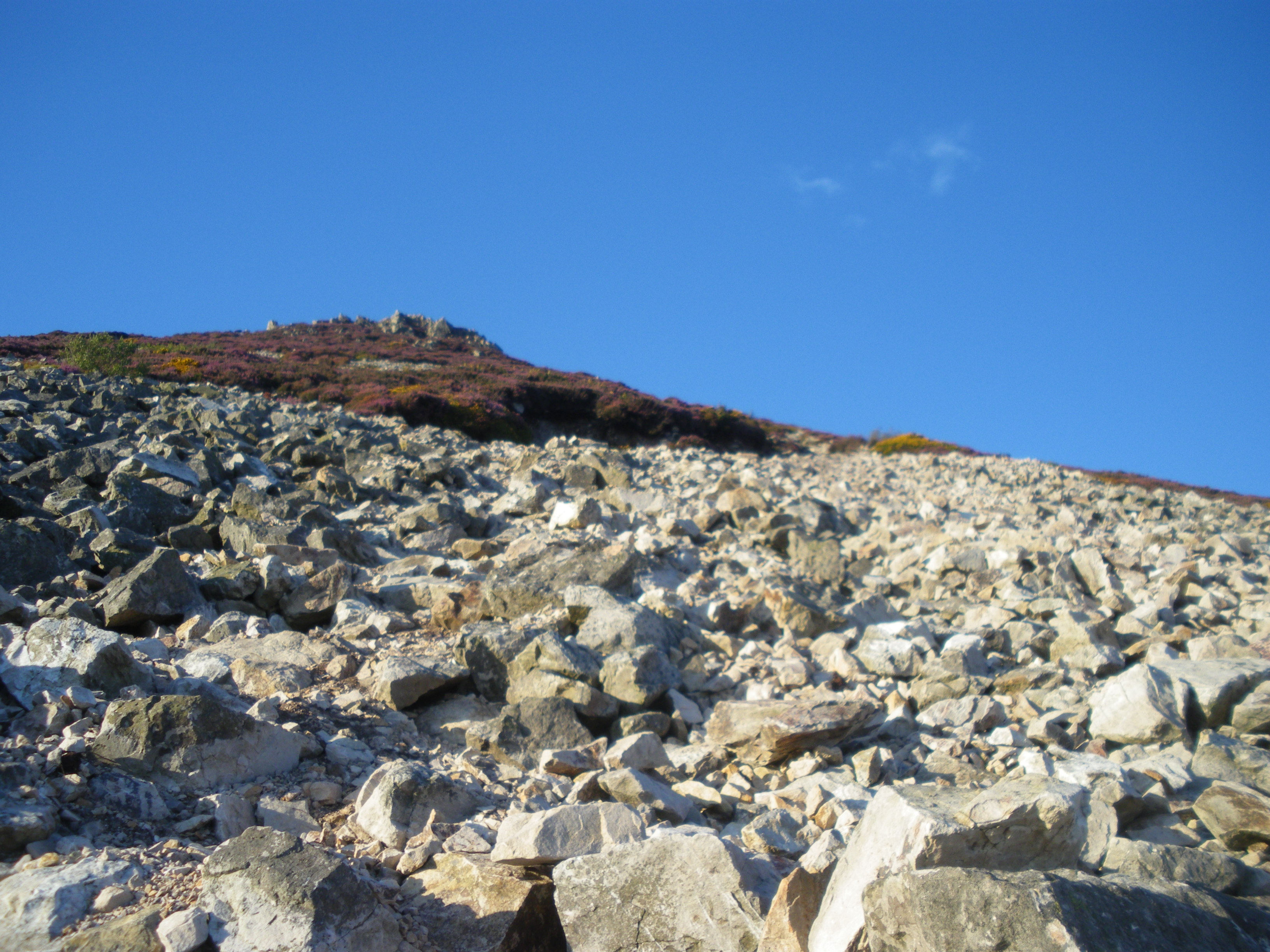
Vue des éboulis sous le sommet.